# Tayrac, Lot-et-Garonne
Tayrac är en kommun i departementet Lot-et-Garonne i regionen Nouvelle-Aquitaine i sydvästra Frankrike. Kommunen ligger i kantonen Beauville som tillhör arrondissementet Agen. År 2022 hade Tayrac 380 invånare.

## Befolkningsutveckling
Antalet invånare i kommunen Tayrac
| Referens: INSEE |